# CFU Club Championship 2010
De CFU Club Championship 2010 was de dertiende editie van het CFU Club Championship dat door de Caraïbische Voetbalunie (CFU) wordt georganiseerd. Het toernooi werd gespeeld van 16 maart tot en met mei 2010. De top drie plaatste zich voor de CONCACAF Champions League 2010/11.

## Deelname
| Land                           | Nationale voetbalbond                                | Deelnemer(s)             |
| ------------------------------ | ---------------------------------------------------- | ------------------------ |
| Bermuda                        | Bermuda Football Association                         | Devonshire Cougars       |
| Dominica                       | Dominica Football Association                        | Centre Bath Estate *     |
| Guyana                         | Guyana Football Federation                           | Guyana Defence Force     |
| Guyana                         | Guyana Football Federation                           | Alpha United             |
| Haïti                          | Fédération Haïtienne de Football                     | Racing FC Gonaïves       |
| Haïti                          | Fédération Haïtienne de Football                     | Tempête FC **            |
| Kaaimaneilanden                | Cayman Islands Football Association                  | Elite SC *               |
| Nederlandse Antillen           | Nederlands Antilliaanse Voetbal Unie                 | CSD Barber               |
| Nederlandse Antillen           | Nederlands Antilliaanse Voetbal Unie                 | SV Hubentut Fortuna      |
| Puerto Rico                    | Federación Puertorriqueña de Fútbol                  | Puerto Rico Islanders ** |
| Puerto Rico                    | Federación Puertorriqueña de Fútbol                  | Bayamón FC               |
| Puerto Rico                    | Federación Puertorriqueña de Fútbol                  | CA River Plate           |
| Saint Vincent en de Grenadines | Saint Vincent and the Grenadines Football Federation | Avenues United           |
| Saint Vincent en de Grenadines | Saint Vincent and the Grenadines Football Federation | Systems 3                |
| Suriname                       | Surinaamse Voetbal Bond                              | SV Leo Victor            |
| Suriname                       | Surinaamse Voetbal Bond                              | Walking Boyz Company     |
| Trinidad en Tobago             | Trinidad and Tobago Football Federation              | Joe Public FC            |
| Trinidad en Tobago             | Trinidad and Tobago Football Federation              | San Juan Jabloteh **     |

Opmerkingen
* Elite SC en Central Bath Estate trokken zich terug voordat zij wedstrijden hadden gespeeld.
** De top drie van het toernooi in 2009 hadden in de eerste ronde vrij af. W Connection, de winnaar in 2009 kwalificeerde zich niet voor dit toernooi.
Geen deelname
De volgende leden van de CFU doen dit seizoen niet mee: Anguilla, Antigua and Barbuda, Aruba, Bahama's, Barbados, Britse Maagdeneilanden, Cuba, Dominicaanse Republiek, Frans Guiana, Grenada, Guadeloupe, Jamaica, Martinique, Montserrat, Saint Kitts and Nevis, Saint Lucia, Saint Martin, Sint Maarten, Turks- en Caicoseilanden,en Amerikaanse Maagdeneilanden.

## Eerste ronde
De top twee van elke groep en de beste nummer drie plaatsten zich voor de tweede ronde.

### Groep A
Alle wedstrijden werden in de Nederlandse Antillen gespeeld.
| Team                | GP | W | D | L | GF | GA | GD  | Pts |
| ------------------- | -- | - | - | - | -- | -- | --- | --- |
| CA River Plate      | 3  | 3 | 0 | 0 | 12 | 2  | +10 | 9   |
| Racing FC Gonaïves  | 3  | 1 | 1 | 1 | 3  | 4  | −1  | 4   |
| CSD Barber          | 3  | 1 | 0 | 2 | 3  | 6  | −3  | 3   |
| SV Hubentut Fortuna | 3  | 0 | 1 | 2 | 3  | 9  | −6  | 1   |

|               |                          |         |                    |                                                                                           |
| 16 maart 2010 | CA River Plate           | 3-1     | Racing FC Gonaïves | Ergilio Hato Stadion Toeschouwers: 1,200 Scheidsrechter: Hospedales (Trinidad and Tobago) |
| 16 maart 2010 | Delgado 45' Ruiz 48' 54' | Verslag | Clerjuste 77'      | Ergilio Hato Stadion Toeschouwers: 1,200 Scheidsrechter: Hospedales (Trinidad and Tobago) |

|               |                                     |        |                     |                                                                                      |
| 16 maart 2010 | CSD Barber                          | 3-1    | SV Hubentut Fortuna | Ergilio Hato Stadion Toeschouwers: 1,200 Scheidsrechter: Davis (Trinidad and Tobago) |
| 16 maart 2010 | E. Cassiani 42' 49' L. Cassiani 75' | Report | Maria 21'           | Ergilio Hato Stadion Toeschouwers: 1,200 Scheidsrechter: Davis (Trinidad and Tobago) |

|               |                     |        |                                        |                                                                                           |
| 18 maart 2010 | SV Hubentut Fortuna | 1-5    | CA River Plate                         | Ergilio Hato Stadion Toeschouwers: 1,000 Scheidsrechter: Hospedales (Trinidad and Tobago) |
| 18 maart 2010 | Trenidad 54'        | Report | Delgado 11' Rojas 45' 90' Sara 48' 64' | Ergilio Hato Stadion Toeschouwers: 1,000 Scheidsrechter: Hospedales (Trinidad and Tobago) |

|               |            |        |                    |                                                                                           |
| 18 maart 2010 | CSD Barber | 0-1    | Racing FC Gonaïves | Ergilio Hato Stadion Toeschouwers: 1,000 Scheidsrechter: Hospedales (Trinidad and Tobago) |
| 18 maart 2010 |            | Report | Clerjuste 66'      | Ergilio Hato Stadion Toeschouwers: 1,000 Scheidsrechter: Hospedales (Trinidad and Tobago) |

|               |                    |        |                     |                                                                                      |
| 20 maart 2010 | Racing FC Gonaïves | 1-1    | SV Hubentut Fortuna | Ergilio Hato Stadion Toeschouwers: 2,800 Scheidsrechter: Davis (Trinidad and Tobago) |
| 20 maart 2010 | Clerjuste 8'       | Report | Maria 40'           | Ergilio Hato Stadion Toeschouwers: 2,800 Scheidsrechter: Davis (Trinidad and Tobago) |

|               |            |        |                                 |                                                                                           |
| 20 maart 2010 | CSD Barber | 0-4    | CA River Plate                  | Ergilio Hato Stadion Toeschouwers: 2.800 Scheidsrechter: Hospedales (Trinidad and Tobago) |
| 20 maart 2010 |            | Report | Sara 11' 75' Russo 62' Ruiz 78' | Ergilio Hato Stadion Toeschouwers: 2.800 Scheidsrechter: Hospedales (Trinidad and Tobago) |

### Groep B
Alle wedstrijden werden in Puerto Rico gespeeld.
| Team       | GP | W | D | L | GF | GA | GD | Pts |
| ---------- | -- | - | - | - | -- | -- | -- | --- |
| Bayamón FC | 2  | 1 | 1 | 0 | 6  | 2  | +4 | 4   |
| Systems 3  | 2  | 0 | 1 | 1 | 2  | 6  | −4 | 1   |

- Beide teams door naar de tweede ronde.
- Elite FC trok zich terug.
- Guyana Defence Force werd van Groep B naar Groep D overgeheveld in verband met visa problemen.
Alle tijden zijn lokaal UTC−4
|                     |           |         |                                                           |                             |
| 27 maart 2010 18:00 | Systems 3 | 0-4     | Bayamón FC                                                | Juan Ramón Loubriel Stadium |
| 27 maart 2010 18:00 |           | Verslag | K. Watson 21' I. Nieves 73' P. Robertson 79' E. Matos 87' | Juan Ramón Loubriel Stadium |

Officieel, speelde Bayamón als bezoekende club. Uitdoelpunten regel van toepassing.
|                     |            |     |           |                             |
| 28 maart 2010 17:00 | Bayamón FC | 2-2 | Systems 3 | Juan Ramón Loubriel Stadium |
| 28 maart 2010 17:00 |            |     |           | Juan Ramón Loubriel Stadium |

### Groep C
Alle wedstrijden werden in Saint Vincent en de Grenadines gespeeld.
| Team               | GP | W | D | L | GF | GA | GD  | Pts |
| ------------------ | -- | - | - | - | -- | -- | --- | --- |
| Joe Public FC      | 3  | 3 | 0 | 0 | 17 | 6  | +11 | 9   |
| Avenues United     | 3  | 1 | 1 | 1 | 5  | 9  | −4  | 4   |
| SV Leo Victor      | 3  | 1 | 0 | 2 | 9  | 9  | 0   | 3   |
| Devonshire Cougars | 3  | 0 | 1 | 2 | 7  | 14 | −7  | 1   |

|               |                                                |         |                                           |                                                          |
| 19 maart 2010 | SV Leo Victor                                  | 3-4     | Joe Public FC                             | Victoria Park Toeschouwers: 2.700 Scheidsrechter: Taylor |
| 19 maart 2010 | Rijssel 26' Van Zoolingen 85' Emanuelson 90+2' | Verslag | Baptiste 15' 63' Toussaint 61' Joseph 79' | Victoria Park Toeschouwers: 2.700 Scheidsrechter: Taylor |

|               |                        |         |                          |                                                           |
| 19 maart 2010 | Avenues United         | 2-2     | Devonshire Cougars       | Victoria Park Toeschouwers: 2.700 Scheidsrechter: Persaud |
| 19 maart 2010 | George 66' Francis 88' | Verslag | Zuill 21' Coddington 41' | Victoria Park Toeschouwers: 2.700 Scheidsrechter: Persaud |

|               |                           |         |                                                 |                                                           |
| 21 maart 2010 | Devonshire Cougars        | 2-5     | SV Leo Victor                                   | Victoria Park Toeschouwers: 3.000 Scheidsrechter: Persaud |
| 21 maart 2010 | Coddington 55' Steede 90' | Verslag | Rijssel 29' 45' 79' Tiendari 43' Emanuelson 47' | Victoria Park Toeschouwers: 3.000 Scheidsrechter: Persaud |

|               |                |         |                                               |                                                          |
| 21 maart 2010 | Avenues United | 0-6     | Joe Public FC                                 | Victoria Park Toeschouwers: 3.500 Scheidsrechter: Taylor |
| 21 maart 2010 |                | Verslag | Young 7' Baptiste 47' 68' 75' Smith 90' 90+1' | Victoria Park Toeschouwers: 3.500 Scheidsrechter: Taylor |

|               |                                                                            |         |                     |                                                         |
| 23 maart 2010 | Joe Public FC                                                              | 8-2     | Devonshire Cougars  | Victoria Park Toeschouwers: 650 Scheidsrechter: Persaud |
| 23 maart 2010 | Toussaint 11' Joseph 18' Baptiste 31' Noel 44' Tinto 67' 75' Smith 83' 85' | Verslag | Tota 46' Steede 74' | Victoria Park Toeschouwers: 650 Scheidsrechter: Persaud |

|               |                          |         |                |                                                          |
| 23 maart 2010 | Avenues United FC        | 3-1     | SV Leo Victor  | Victoria Park Toeschouwers: 1.500 Scheidsrechter: Taylor |
| 23 maart 2010 | Samuel 21' Snagg 66' 90' | Verslag | Emanuelson 31' | Victoria Park Toeschouwers: 1.500 Scheidsrechter: Taylor |

### Groep D
Alle wedstrijden werden in Guyana gespeeld.
| Team                 | GP | W | D | L | GF | GA | GD | Pts |
| -------------------- | -- | - | - | - | -- | -- | -- | --- |
| Alpha United         | 2  | 1 | 1 | 0 | 4  | 2  | +2 | 4   |
| Walking Boyz Company | 2  | 1 | 1 | 0 | 3  | 2  | +1 | 4   |
| Guyana Defence Force | 2  | 0 | 0 | 2 | 2  | 5  | −3 | 0   |

Centre Bath Estate trok zich terug.
Alle tijden zijn (UTC−4)
|                     |                      |         |                                  |                                                                   |
| 26 maart 2010 16:00 | Guyana Defence Force | 1-2     | Walking Boyz Company             | Bourda Cricket Ground Toeschouwers: 700 Scheidsrechter: Lancaster |
| 26 maart 2010 16:00 | D. Dean 85'          | Verslag | V. Sastromedjo 15' A. Soares 17' | Bourda Cricket Ground Toeschouwers: 700 Scheidsrechter: Lancaster |

|                     |                |         |                      |                       |
| 28 maart 2010 15:00 | Alpha United   | 1-1     | Walking Boyz Company | Bourda Cricket Ground |
| 28 maart 2010 15:00 | L. Grumble 45' | Verslag | R. Kemper 13'        | Bourda Cricket Ground |

|                     |                         |         |                      |                       |
| 30 maart 2010 15:00 | Alpha United            | 3-1     | Guyana Defence Force | Bourda Cricket Ground |
| 30 maart 2010 15:00 | Ford 38' 65' Browne 42' | Verslag | Benjamin 90'         | Bourda Cricket Ground |

## Tweede ronde
In de tweede ronde plaatsten alleen de groepswinnaars zich voor de eindronde.
Na afloop van de eerste ronde, werden de volgende veranderingen doorgevoerd tijdens de tweede ronde:
- Alpha United ruilde plaats met SV Leo Victor.
- De wedstrijden in Groep E en F werden uitgesteld door dat de Haïtiaanse clubs Tempête FC en Racing FC Gonaïves lang moesten wachten op hun visa om te spelen in Puerto Rico.
- De wedstrijden in Groep G en Groep H werd uitgesteld vanwege de beschikbaarheid van het stadion en werden een dag later gespeeld dan oorspronkelijk gepland.
- SV Leo Victor trok zich vanwege financiële problemen terug uit Groep E. Tempête moest zich terugtrekken uit groep F vanwege de visa problemen in Puerto Rico. Daardoor kwamen in Groep E en F twee teams uit.

### Groep E
Alle wedstrijden werden in Puerto Rico gespeeld.
| Team                  | GP | W | D | L | GF | GA | GD | Pts |
| --------------------- | -- | - | - | - | -- | -- | -- | --- |
| Puerto Rico Islanders | 2  | 2 | 0 | 0 | 5  | 0  | +5 | 6   |
| Racing FC Gonaïves    | 2  | 0 | 0 | 2 | 0  | 5  | −5 | 0   |

|                           |                    |        |                       |                                                                                     |
| 16 april 2010 20:00 UTC−4 | Racing FC Gonaïves | 0-2    | Puerto Rico Islanders | Juan Ramón Loubriel Stadium Toeschouwers: 500 Scheidsrechter: Santos ( Puerto Rico) |
| 16 april 2010 20:00 UTC−4 |                    | Report | Gbandi 7', 44'        | Juan Ramón Loubriel Stadium Toeschouwers: 500 Scheidsrechter: Santos ( Puerto Rico) |

|                           |                         |        |                    |                                                                   |
| 18 april 2010 18:00 UTC−4 | Puerto Rico Islanders   | 3-0    | Racing FC Gonaïves | Juan Ramón Loubriel Stadium Scheidsrechter: Lebron ( Puerto Rico) |
| 18 april 2010 18:00 UTC−4 | Hansen 7' 49' Foley 37' | Report |                    | Juan Ramón Loubriel Stadium Scheidsrechter: Lebron ( Puerto Rico) |

### Groep F
Alle wedstrijden werden in Puerto Rico gespeeld.
| Team           | GP | W | D | L | GF | GA | GD | Pts |
| -------------- | -- | - | - | - | -- | -- | -- | --- |
| Bayamón FC     | 2  | 2 | 0 | 0 | 8  | 2  | +6 | 6   |
| Avenues United | 2  | 0 | 0 | 2 | 2  | 8  | −6 | 0   |

|                           |                 |        |                                             |                                                                                     |
| 13 april 2010 20:30 UTC−4 | Avenues United  | 2-5    | Bayamón FC                                  | Juan Ramón Loubriel Stadium Toeschouwers: 500 Scheidsrechter: Lebron ( Puerto Rico) |
| 13 april 2010 20:30 UTC−4 | Samuel 12', 18' | Report | Elizondo 30' Watson 33' Gustave 51' 55' 65' | Juan Ramón Loubriel Stadium Toeschouwers: 500 Scheidsrechter: Lebron ( Puerto Rico) |

|                           |                             |        |                |                                                                                     |
| 15 april 2010 20:00 UTC−4 | Bayamón FC                  | 3-0    | Avenues United | Juan Ramón Loubriel Stadium Toeschouwers: 250 Scheidsrechter: Santos ( Puerto Rico) |
| 15 april 2010 20:00 UTC−4 | Elizondo 71' 90' Watson 89' | Report |                | Juan Ramón Loubriel Stadium Toeschouwers: 250 Scheidsrechter: Santos ( Puerto Rico) |

### Groep G
Alle wedstrijden werden in Trinidad en Tobago gespeeld.
| Team              | GP | W | D | L | GF | GA | GD | Pts |
| ----------------- | -- | - | - | - | -- | -- | -- | --- |
| San Juan Jabloteh | 2  | 2 | 0 | 0 | 3  | 0  | +3 | 6   |
| CA River Plate    | 2  | 0 | 1 | 1 | 1  | 2  | −1 | 1   |
| Alpha United      | 2  | 0 | 1 | 1 | 1  | 3  | −2 | 1   |

|                           |                   |        |              |                                                                       |
| 14 april 2010 20:00 UTC−4 | San Juan Jabloteh | 2-0    | Alpha United | Marvin Lee Stadium Toeschouwers: 400 Scheidsrechter: Bogle ( Jamaica) |
| 14 april 2010 20:00 UTC−4 | Marcano 28' 66'   | Report |              | Marvin Lee Stadium Toeschouwers: 400 Scheidsrechter: Bogle ( Jamaica) |

|                       |              |        |                |                                                                                       |
| 16 april 20:00 UTC−04 | Alpha United | 1=1    | CA River Plate | Marvin Lee Stadium Toeschouwers: 400 Scheidsrechter: Hospedales ( Trinidad en Tobago) |
| 16 april 20:00 UTC−04 | Abrams 49'   | Report | Gonzalez 90'   | Marvin Lee Stadium Toeschouwers: 400 Scheidsrechter: Hospedales ( Trinidad en Tobago) |

|                           |                    |        |                |                                                                           |
| 18 april 2010 20:00 UTC−4 | San Juan Jabloteh  | 1-0    | CA River Plate | Larry Gomes Stadium Toeschouwers: 650 Scheidsrechter: Campbell ( Jamaica) |
| 18 april 2010 20:00 UTC−4 | Marcano 65' (pen.) | Report |                | Larry Gomes Stadium Toeschouwers: 650 Scheidsrechter: Campbell ( Jamaica) |

### Groep H
Alle wedstrijden werden in Trinidad en Tobago gespeeld.
| Team                 | GP | W | D | L | GF | GA | GD | Pts |
| -------------------- | -- | - | - | - | -- | -- | -- | --- |
| Joe Public FC        | 2  | 2 | 0 | 0 | 8  | 1  | +7 | 6   |
| Walking Boyz Company | 2  | 1 | 0 | 1 | 2  | 5  | −3 | 3   |
| Systems 3            | 2  | 0 | 0 | 2 | 1  | 5  | −4 | 0   |

|                           |                                                      |        |                      |                                                                          |
| 14 april 2010 18:00 UTC−4 | Joe Public FC                                        | 5-0    | Walking Boyz Company | Marvin Lee Stadium Toeschouwers: 400 Scheidsrechter: Campbell ( Jamaica) |
| 14 april 2010 18:00 UTC−4 | Baptiste 14', 32' Hoshide 27' Noel 55' Toussaint 90' | Report |                      | Marvin Lee Stadium Toeschouwers: 400 Scheidsrechter: Campbell ( Jamaica) |

|                           |                      |        |           |                                                                          |
| 16 april 2010 18:00 UTC−4 | Walking Boyz Company | 2-0    | Systems 3 | Marvin Lee Stadium Toeschouwers: 400 Scheidsrechter: Campbell ( Jamaica) |
| 16 april 2010 18:00 UTC−4 | Afonsoewa 9' 63'     | Report |           | Marvin Lee Stadium Toeschouwers: 400 Scheidsrechter: Campbell ( Jamaica) |

|                           |                                 |        |            |                                                                        |
| 18 april 2010 18:00 UTC−4 | Joe Public FC                   | 3-1    | Systems 3  | Larry Gomes Stadium Toeschouwers: 650 Scheidsrechter: Bogle ( Jamaica) |
| 18 april 2010 18:00 UTC−4 | Baptiste 6' Noel 42' Joseph 83' | Report | George 56' | Larry Gomes Stadium Toeschouwers: 650 Scheidsrechter: Bogle ( Jamaica) |

## Eindronde
De nummers 1, 2 en 3 3 plaatsten zich voor de voorronde van de CONCACAF Champions League 2010/11.
Alle wedstrijden werden in Trinidad en Tobago gespeeld.
| Team                  | GP | W | D | L | GF | GA | GD | Pts |
| --------------------- | -- | - | - | - | -- | -- | -- | --- |
| Puerto Rico Islanders | 3  | 2 | 1 | 0 | 5  | 1  | +4 | 7   |
| Joe Public FC         | 3  | 1 | 1 | 1 | 3  | 4  | −1 | 4   |
| San Juan Jabloteh     | 3  | 1 | 0 | 2 | 4  | 3  | +1 | 3   |
| Bayamón FC            | 3  | 1 | 0 | 2 | 4  | 8  | −4 | 3   |

|                        |                                   |        |            |                                                                  |
| 5 mei 2010 18:00 UTC−4 | Puerto Rico Islanders             | 3-0    | Bayamón FC | Marvin Lee Stadium Toeschouwers: 300 Scheidsrechter: Campbell () |
| 5 mei 2010 18:00 UTC−4 | Delgado 7' Addlery 33' Hansen 52' | Report |            | Marvin Lee Stadium Toeschouwers: 300 Scheidsrechter: Campbell () |

|                        |               |        |                   |                                                               |
| 5 mei 2010 20:00 UTC−4 | Joe Public FC | 1-0    | San Juan Jabloteh | Marvin Lee Stadium Toeschouwers: 300 Scheidsrechter: Bogle () |
| 5 mei 2010 20:00 UTC−4 | Abu Bakr 50'  | Report |                   | Marvin Lee Stadium Toeschouwers: 300 Scheidsrechter: Bogle () |

|                        |               |        |                       |                                                               |
| 7 mei 2010 18:00 UTC−4 | Joe Public FC | 1-1    | Puerto Rico Islanders | Marvin Lee Stadium Toeschouwers: 400 Scheidsrechter: Bogle () |
| 7 mei 2010 18:00 UTC−4 | Joseph 51'    | Report | Hansen 90'            | Marvin Lee Stadium Toeschouwers: 400 Scheidsrechter: Bogle () |

|                        |                                      |        |            |                                                                  |
| 7 mei 2010 20:00 UTC−4 | San Juan Jabloteh                    | 4-1    | Bayamón FC | Marvin Lee Stadium Toeschouwers: 400 Scheidsrechter: Campbell () |
| 7 mei 2010 20:00 UTC−4 | Hinkson 25' Marcano 55' 90' Awai 90' | Report | Watson 57' | Marvin Lee Stadium Toeschouwers: 400 Scheidsrechter: Campbell () |

|                        |                   |     |                       |                    |
| 9 mei 2010 16:00 UTC−4 | San Juan Jabloteh | 0-1 | Puerto Rico Islanders | Marvin Lee Stadium |
| 9 mei 2010 16:00 UTC−4 | Report            |     |                       | Marvin Lee Stadium |

|                        |               |     |            |                    |
| 9 mei 2010 18:00 UTC−4 | Joe Public FC | 1-3 | Bayamón FC | Marvin Lee Stadium |
| 9 mei 2010 18:00 UTC−4 | Report        |     |            | Marvin Lee Stadium |